# Little Glee Monster (Little Glee Monsterのアルバム)
『Little Glee Monster』（リトル・グリー・モンスター）は、Little Glee Monsterのインディーズアルバム。2014年3月16日に発売元はSamba Freeより発売された。

## 概要
Little Glee Monsterのプレデビューアルバム。後半にはデビューシングルのメインボーカルを決めるオーディション形式のタイトルも収録されている。
LoppiとHMVのみの1000枚限定で、入手が困難となっていたが、(「HARMONY」までの7曲はiTunes Storeで購入できた。（2015年5月現在）。)2016年9月11日大阪城音楽堂で行われたライブ内で、同年11月9日に本アルバムの復刻版がリリースされることを発表した。復刻版には9曲目から14曲目のタイトルのフルバージョンも収録される。
「HARMONY」は、後に「Colorful Monster」にも収録される。

## 収録曲

### CD
1. What Time Is It (org. High School Musical 2) (3:19)
2. 能動的三分間 (org. 東京事変) (3:03)
3. 女々しくて (org. ゴールデンボンバー) (4:07)
4. If I Ain't Got You (org. Alicia Keys) (3:48)
5. 果てなく続くストーリー (org. MISIA) (6:15)
6. あとひとつ (org. ファンキーモンキーベイビーズ) (5:39)
7. HARMONY (オリジナル) (3:06)
8. AUDITION OF LOCK! / パーソナリティー：とーやま校長　よしだ教頭 (1:42)
  - Precious / 麻珠 (4:08)
  - Lady Marmalade / 芹奈 (2:51)
  - ORION / MAYU (3:23)
  - Imagine / manaka (3:22)
  - 人形の家 / アサヒ (3:38)
  - キスして抱きしめて / かれん (3:38)

## 復刻盤
『Little Glee Monster』（リトル・グリー・モンスター）は、Little Glee Monster1作目のミニ・アルバム。2016年11月9日に、ソニー・ミュージックレコーズよりリリースされた。

### Disc.1
1. What Time Is It (org. High School Musical 2) (3:19)
2. 能動的三分間 (org. 東京事変) (3:03)
3. 女々しくて (org. ゴールデンボンバー) (4:07)
4. If I Ain't Got You (org. Alicia Keys) (3:48)
5. 果てなく続くストーリー (org. MISIA) (6:15)
6. あとひとつ (org. ファンキーモンキーベイビーズ) (5:39)
7. HARMONY (オリジナル) (3:06)
8. Precious / 麻珠 (3:57)
9. Lady Marmalade / 芹奈 (2:45)
10. ORION / MAYU (3:15)
11. Imagine / manaka (2:59)
12. 人形の家 / アサヒ (3:12)
13. キスして抱きしめて / かれん (3:39)

### Disc.2
1. AUDITION OF LOCK! / パーソナリティー：とーやま校長、よしだ教頭 (1:42)
2. Precious / 麻珠 (4:08)
3. Lady Marmalade / 芹奈 (2:51)
4. ORION / MAYU (3:23)
5. Imagine / manaka (3:22)
6. 人形の家 / アサヒ (3:38)
7. キスして抱きしめて / かれん (3:38)